# اسمیتویل (تگزاس)
اسمیتویل، تگزاس(به انگلیسی: Smithville, Texas) شهری در ایالت تگزاس از ایالات جنوبی ایالات متحده آمریکا است. در سرشماری سال ۲۰۰۰، جمعیت این شهر ۳۹۰۱ نفر اعلام شد.